# Вернер Обшернікат
Вернер Обшернікат (нім. Werner Obschernikat, 9 липня 1955) — німецький ватерполіст.
Бронзовий призер Олімпійських Ігор 1984 року, учасник 1976, 1988 років.
Бронзовий призер Чемпіонату світу з водних видів спорту 1982 року.
Чемпіон Європи з водного поло 1981 року, бронзовий призер 1985 року.